# Rigmor Dam

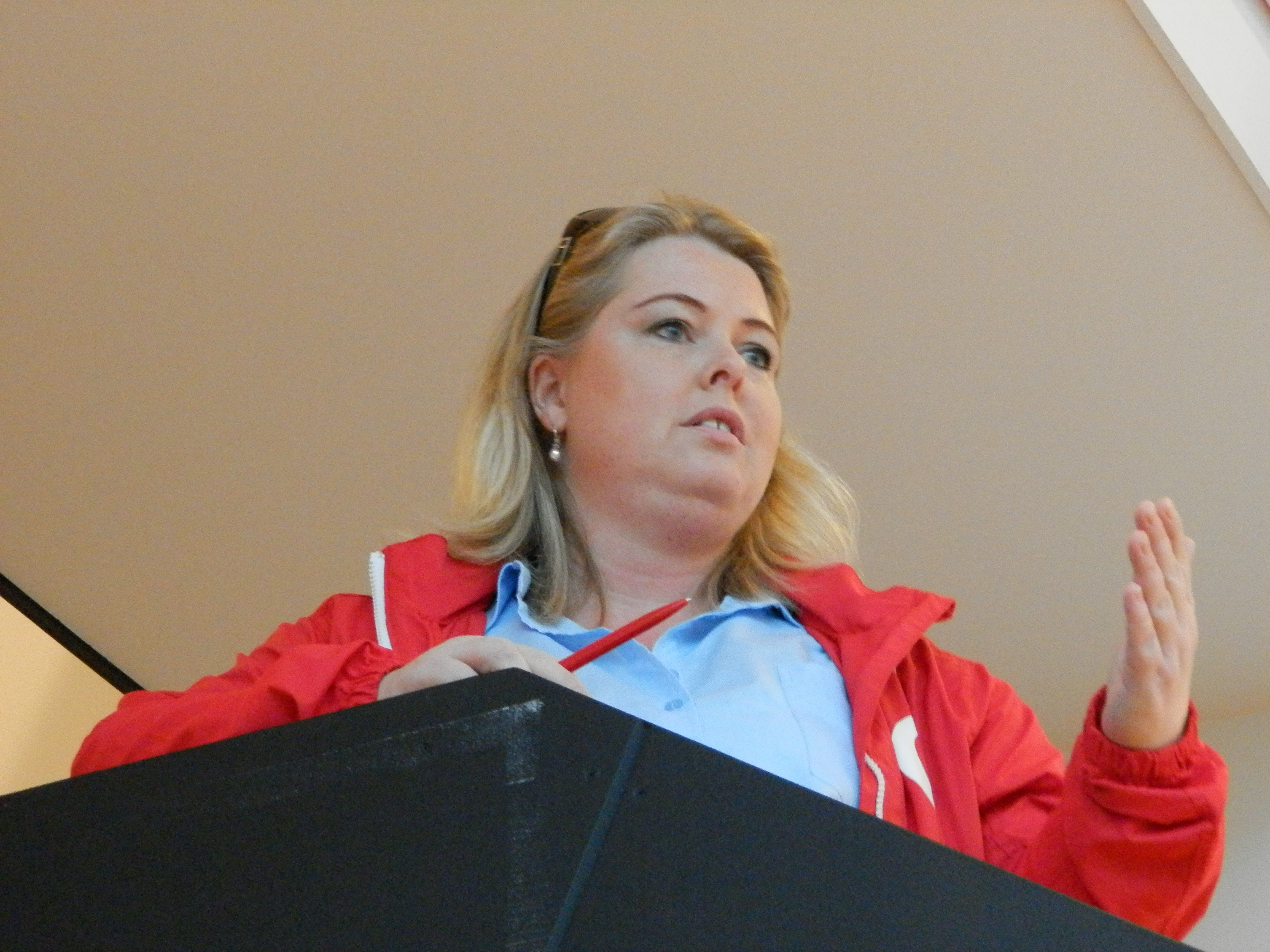
Rigmor Dam

Rigmor Dam (* 18. Dezember 1971) ist eine färöische Lehrerin, Journalistin und sozialdemokratische Politikerin. Seit 2011 ist sie Abgeordnete im färöischen Løgting. Von Mitte September 2015 bis September 2019 war sie Ministerin für Kultur in der färöischen Landesregierung.

## Politische Laufbahn
Bei den Wahlen zum Løgting Ende Oktober 2011 wurde sie als sozialdemokratische Abgeordnete erstmals ins Parlament gewählt und erhielt 271 persönliche Stimmen, das viertbeste Ergebnis innerhalb ihrer Partei. Sie gehörte im Løgting dem Kulturausschuss sowie dem Wohlfahrtsausschuss an, wo sie auch den Vorsitz innehatte.
Bei der Wahl am 1. September 2015 erreichte sie mit 396 persönlichen Stimmen erneut das viertbeste Ergebnis innerhalb ihrer Partei. Mitte September 2015 wurde sie zur Ministerin für Kultur in der neugebildeten färöischen Landesregierung unter Ministerpräsident Aksel V. Johannesen ernannt.
Nachrückerin für ihren Abgeordnetensitz im Løgting wurde Kristianna W. Poulsen.

## Familie
Rigmor Dam ist die Tochter von Durita Dam und Bergur P. Dam. Der frühere färöische Ministerpräsident Peter Mohr Dam ist ihr Großvater und der frühere Ministerpräsident Atli Dam ist ihr Onkel. Rigmor Dam ist mit Arnbjørn Ólavsson Dalsgarð verheiratet und lebt in Tórshavn. Das Paar hat drei Kinder.